# Troškūnai
Troškūnai  è una città del distretto di Anykščiai della contea di Utena, nel nord-est della Lituania. Secondo un censimento del 2011, la popolazione ammonta a 451 abitanti.
Costituisce una seniūnija. La posizione geografica dell'insediamento è a 14 km ad ovest di Anykščiai e non molto distante da Andrioniškis.

## Storia
Luogo di nascita di uno dei più famosi lessicografi e scrittori lituani ovvero Konstantinas Sirvydas, la città fu verosimilmente fondata nel 1696 da Władysław Sokołowski: quest’ultimo si mosse assieme all’Ordine francescano di cui faceva parte per fondare una chiesa e un monastero.  A seguito dell’indipendenza ottenuta nel 1991, gli edifici sono tornati in mano ai monaci: ad oggi è stato ivi istituito un Centro Internazionale dei Giovani.
Il 10 luglio 1941, alcuni cittadini lituani uccisero nella scuola locale 9 ebrei, etnia assai presente nella zona di Utena. Si ha inoltre notizia certa della morte di altre 6 persone uccise dal Fronte Attivista Lituano (LAF) e poi tumulate nel cimitero cittadino.
Nell’agosto dello stesso anno (1941), circa 200 individui furono deportate a Panevėžys, ghetto più che città durante la Seconda guerra mondiale. La fine tragica ci viene testimoniata dalle fonti che abbiamo a disposizione, oltre che dalle varie targhe e monumenti edificati per commemorare l’evento.

## Galleria d’immagini

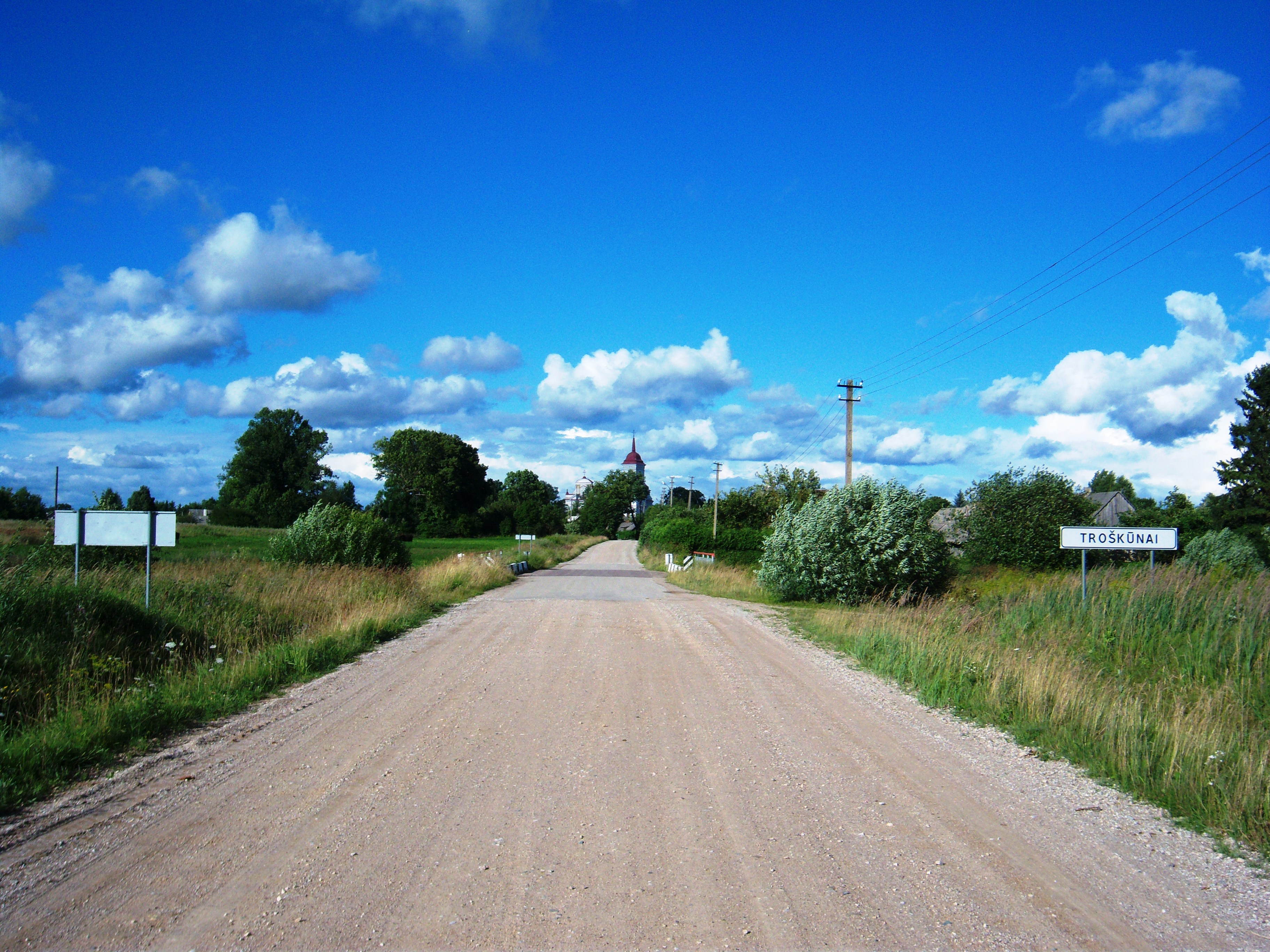
Ingresso da Traupis
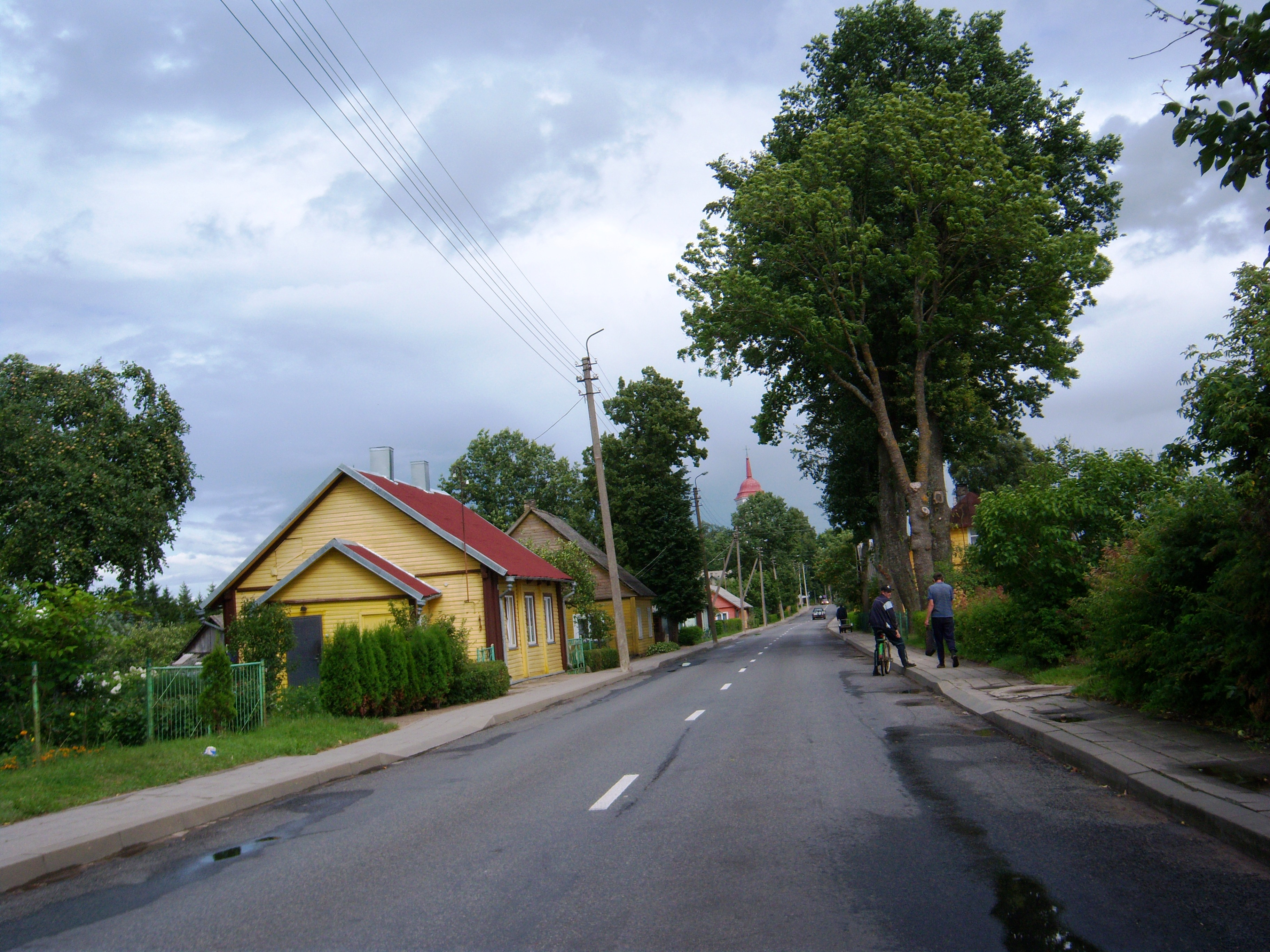
Ingresso da Vaidlonys
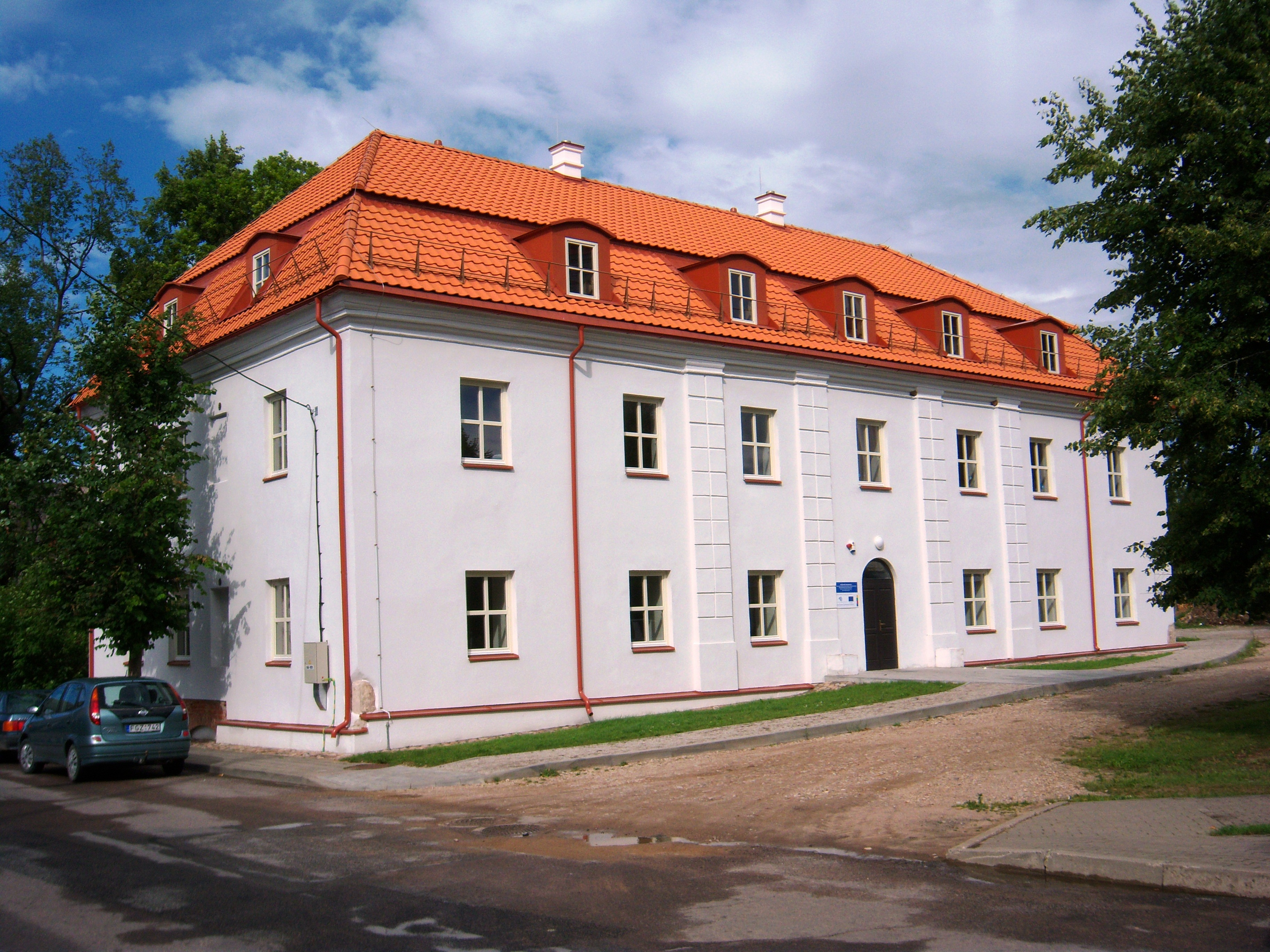
Casa di cultura
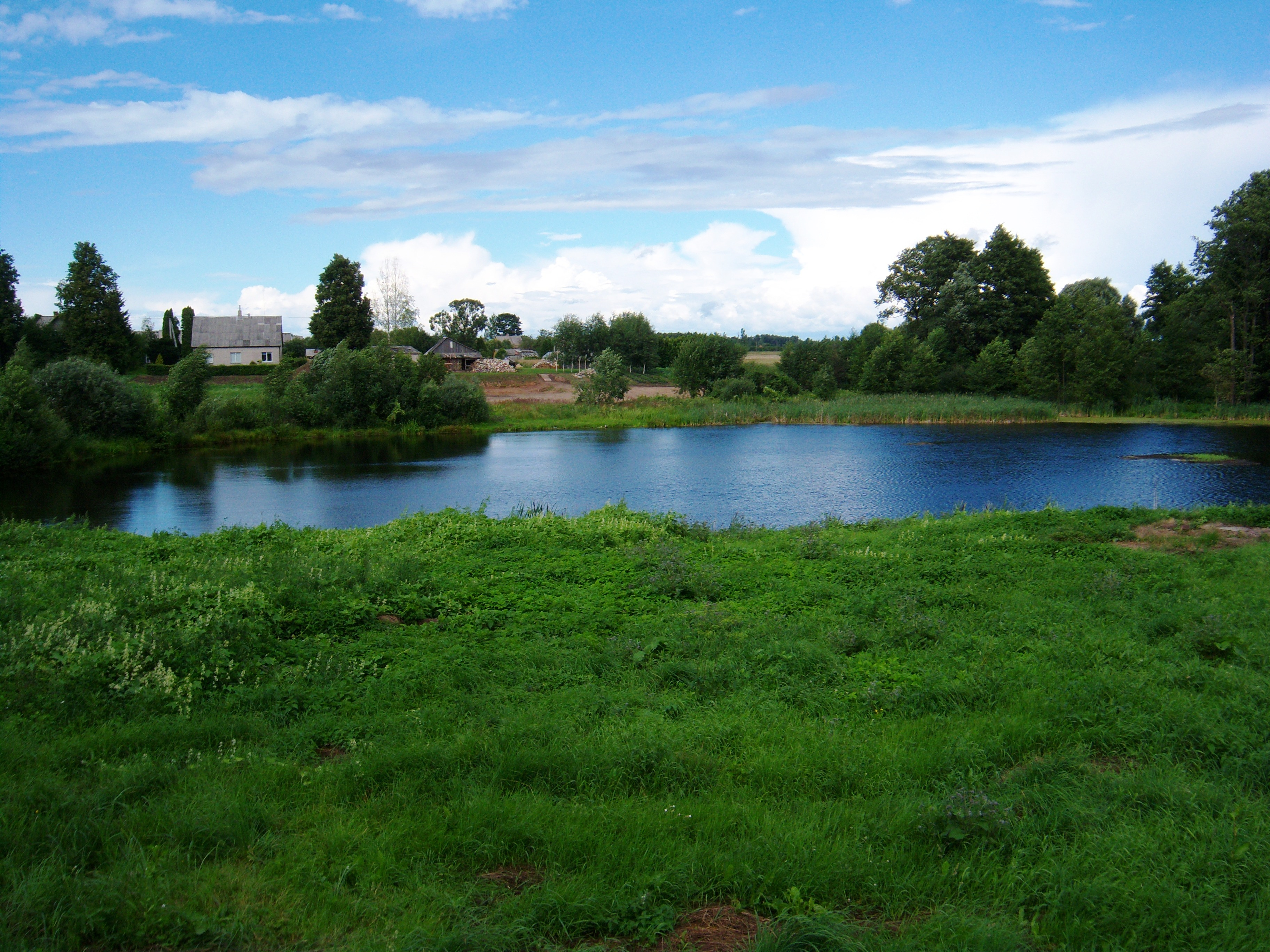
Laghetto vicino alla chiesa
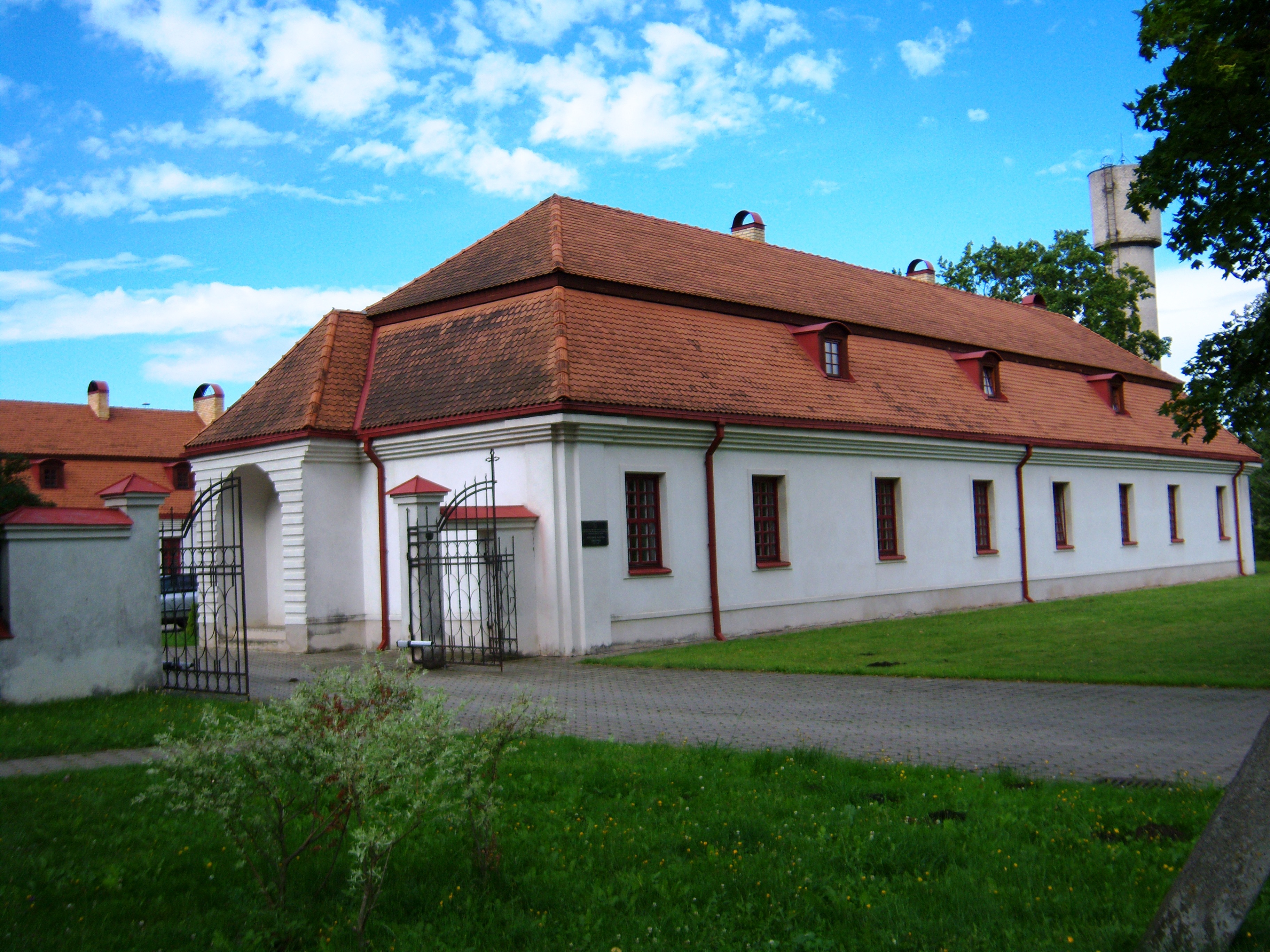
Monastero
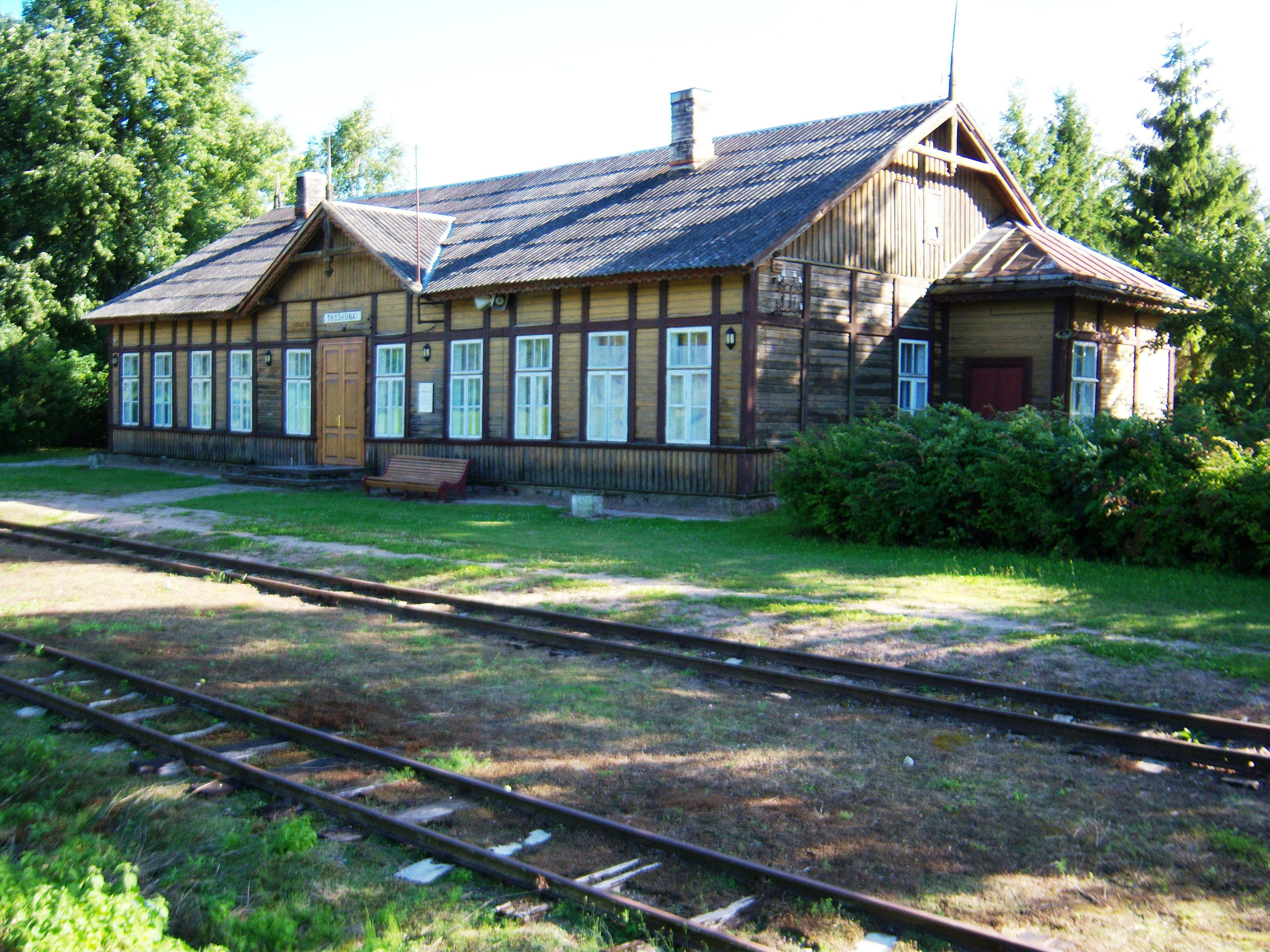
Stazione ferroviaria di Troškūnai
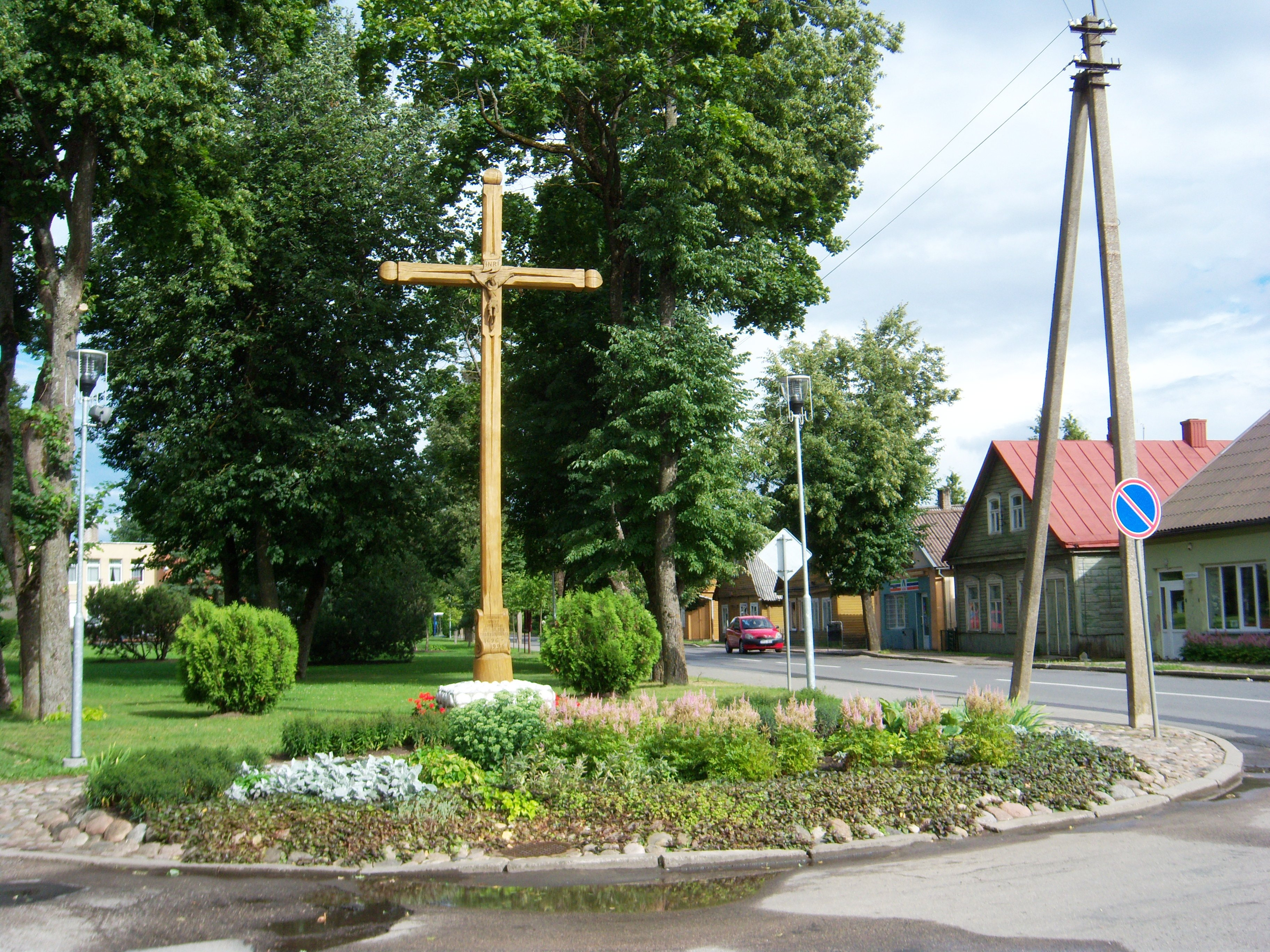
Croce commemorativa al centro della città